# Oxögat, Medelpad
Oxögat är en sjö i Sundsvalls kommun i Medelpad och ingår i Selångersåns huvudavrinningsområde.